# Cooksonia paranensis
Cooksonia paranensis Gerrienne et al. (2001) es una especie de planta fósil datada en el silúrico descrita por primera vez por los restos encontrados en Brasil. 
Esta especie es una de las más recientemente descritas de su género y algunos estudios recientes la sitúan en un grupo aparte más cercano a Lycophyta que a Euphyllophyta por la supuesta estructura observada de su gametofito. Al igual que el resto de Cooksonia el esporófito de esta planta poseía tallos erectos fotosintéticos, sin hojas ni estructuras similares y ramificación dicótoma. Los restos de mayor tamaño conocidos muestran una planta de hasta 33 mm de altura, con tallos de un grosor variable entr 0.6 y 1 mm de diámetro y bifurcaciones en un ángulo de entre 45 y 160º.
En los extremos de los tallos del esporófito se localizaban los esporangios caracterizados por ser planos o ligeramente cóncavos en su superficie a diferencia de otras especies de su género, a excepción de Cooksonia pertoni. En su unión al esporangio el tallo se ensancha paulatinamente no diferenciándose el paso de uno a otro.
Investigaciones recientes realizadas a partir de unos restos excepcionalmente conservados de 5 tallos unidos mediante una estructura basal han permitido establecer hipótesis sobre el ciclo de vida de Cooksonia paranensis. Entre estas hipótesis toma especial importancia por verosímil aquella que indica que en esta especie la fase esporófito se desarrollaba sobre un talo gametofito muy reducido similar al producido por especies actuales de licófitos.